# Simone Barone
Simone Barone (* 30. April 1978 in Nocera Inferiore) ist ein ehemaliger italienischer Fußballspieler und heutiger -trainer.
Er spielte im Mittelfeld und gehörte zum Weltmeisterkader der Fußballnationalmannschaft Italiens bei der Weltmeisterschaft 2006 in Deutschland.

## Karriere

### Im Verein
Simone Barone begann seine Karriere bei der AC Parma. Da er hier kaum zum Einsatz kam, wechselte er zur Saison 1998/99 leihweise zu Padova Calcio in die Serie C1. Hier erspielte er sich auf Anhieb einen Stammplatz. In der folgenden Spielzeit war Barone zu Alzano Virescit in die Serie B verliehen. Nach einem Jahr in Alzano Lombardo verpflichtete ihn der Ligakonkurrent Chievo Verona. In seiner ersten Saison schaffte Simone Barone den Sprung ins Stammteam. Am Ende der Saison stiegen die Veroneser unter Luigi Delneri erstmals in die Serie A auf, wo sie sich in der Folge behaupteten. Zur Saison 2002/03 wechselte Barone zu seinem Stammverein AC Parma zurück, kam regelmäßig zum Einsatz und vermochte mit seinen Leistungen zu überzeugen. Dies ermöglichte ihm den Sprung ins italienische Nationalteam. Zur Saison 2004/05 sicherte sich die US Palermo die Dienste des Nationalspielers. Nach zwei Jahren in der Stammelf der Rosaneri wechselte Simone Barone nach der WM 2006 zum FC Turin. Als Torino 2009 aus der Serie A abstieg, verließ Barone den Verein und wechselte zu Cagliari Calcio. In der Saison 2009/10 kam er 16-mal zum Einsatz, dennoch wurde sein Vertrag am Ende der Saison aufgelöst. In der vereinslosen Zeit trainierte er regelmäßig bei Crociati Noceto. Nach einem Probetraining bei der AS Livorno wurde er dort für die Saison 2011/12 verpflichtet. Nachdem sein Vertrag im Sommer 2012 nicht verlängert worden war, beendete Barone seine Laufbahn im Alter von 34 Jahren.

### In der Nationalmannschaft
Simone Barone kam am 18. Februar 2004 beim 2:2 gegen Tschechien unter Giovanni Trapattoni erstmals in der italienischen Nationalmannschaft zum Einsatz. In den folgenden zwei Jahren spielte er regelmäßig. Für die Fußball-Weltmeisterschaft 2006 in Deutschland wurde Barone von Marcello Lippi in den italienischen WM-Kader berufen und zweimal eingesetzt. Danach wurde er nur noch einmal in die Squadra Azzurra berufen. Der Weltmeistertitel 2006 ist sein größter sportlicher Erfolg.

### Als Trainer
Nach seinem Karriereende 2012 wurde Barone 2013 Jugendtrainer beim FC Modena und trainierte anfangs das Allievi Nazionali Team, bevor er zwei Jahre lang die Primavera-Mannschaft trainierte. Seit dem Sommer 2015 ist er Trainer der Primavera von Parma Calcio.

## Erfolge
- Weltmeister: 2006